# Lennart Mattsson
Sven Mårten Lennart Mattsson, född 23 mars 1914 i Kville församling, Göteborgs och Bohus län, död 27 maj 1992 i Uddevalla, var en svensk riksdagsman och landstingsordförande.

## Biografi
Mattsson var verksam som studieledare i Lane-Herrestad. Han var riksdagsledamot  1961–1976 (åren 1961–1970 som ledamot av riksdagens andra kammare), invald för Centerpartiet i Göteborgs och Bohus läns valkrets. Mattsson var bland annat ordförande i kulturutskottet. Han var ordförande i Göteborgs och Bohus läns landsting 1970–1982. Mattsson tillhörde styrelsen för Grebbestads folkhögskola och direktionen för Svenshögens sjukhus. Han var även ordförande i FUB i Bohuslän.

## Utmärkelser
- Kommendör av Nordstjärneorden, 6 juni 1974.[12]